# Skrinjar
Skrinjar je priimek več znanih Slovencev:
- Avguštin Skrinjar (1906—2002), amaterski igralec, družbeni delavec
- Drago Skrinjar (1915—1984), narodni delavec
- Marija Skrinjar (r. Manfreda) (1857—1931), kulturna in socialna delavka
- Stanko Skrinjar (1918—1997), šolnik in sindikalni delavec na Tržaškem
- Pavel Skrinjar (*1941), kulturni organizator in publicist
- Valerija Skinjar Tvrz (1928—2023), partizanska učiteljica, pesnica, pisateljica, novinarka, prevajalka (večino življenja preživela v Bosni)